# エルンスト・ツィナー (天体物理学者)
エルンスト・ツィナー（Ernst Zinner, 1937年1月30日 - 2015年7月30日）は、オーストリアに生まれアメリカ合衆国で活躍した天体物理学者である。
オーストリアのシュタイアーで生まれた。ウィーン工科大学で学んだ後、アメリカのワシントン大学に進んだ。1972年に博士号をとり、ワシントン大学地球惑星研究所の研究教授となった。隕石や惑星間塵の研究を行った。1997年に全米科学アカデミーからJ・ローレンス・スミス・メダル、国際隕石学会からレオナード・メダルを受賞した。